# Кинтекс
„Кинтекс“ ЕАД е българска държавна компания за външна търговия със специални стоки в София.
Принципал на дружеството е Министерството на икономиката чрез Държавната консолидационна компания.

## История
Името на компанията произхожда от Кантора за инженерно-технически експорт, която съществува като част от Министерството на външната търговия до 1965 г., преди да се обособи като самостоятелна фирма.
Основана е през 1966 г. като специализирано предприятие за търговия с военно имущество. В тази област, включително контрабандата на оръжие за нелегални организации и прането на пари от тези сделки, то постепенно измества по-ранното предприятие „Тексим“. През юни 1967 г. със строго секретно решение на Министерския съвет в дейността му е добавен и т.нар. „скрит транзит“ – износ и реекспорт на стоки, поставени под специален международен контрол: оръжие и боеприпаси, злато, валута, битова електроника, цигари, напитки, медикаменти под контрола на Световната здравна организация. За тази цел подобно на „Тексим“ „Кинтекс“ изгражда мрежа от анонимни офшорни фирми, повечето от които регистрирани в Лихтенщайн. Контрабандната дейност на „Кинтекс“ е рязко ограничена през 1985 година и прехвърлена към офшорната фирма „Икомев“, поради опасения на държавното ръководство, че тя може да бъде разкрита в контекста на изострените отношения с Турция при Възродителния процес.
През 1992 г. „Кинтекс“ е преобразувано в еднолично акционерно дружество, собственост на държавата, в съответствие с Търговския закон от 1991 г. .
Контролирана е от Министерството на вътрешните работи, а до 1992 година включително – и от Комитета за държавна сигурност (и неговите предшественици и приемници).

## Дейност
Извършва износ и внос на оръжие, боеприпаси, бойна и специална техника и др. за нуждите главно на министерствата на отбраната и на вътрешните работи и сродни държавни учреждения. Изпълнява също инженерни проекти за страни в Африка, Азия и Близкия изток.
През 2016 г. започва да губи позиции на пазара пред лицето на конкуренцията на две частни дружества. За първото полугодие на 2016 компанията изтъква традиционно като основни пазари Алжир и Индия, но бележи общ спад на приходите .